# Sherlock Holmes: A Game of Shadows
Sherlock Holmes: A Game of Shadows är en amerikansk-brittisk action-thrillerfilm från 2011, i regi av Guy Ritchie och producerad av Joel Silver. Filmen är en uppföljare av filmen Sherlock Holmes, som är baserad på karaktären med samma namn. Filmen hade biopremiär den 16 december 2011. Vid slutet av året 2012 gjordes en undersökning över årets mest nedladdade filmer, där filmen hamnade på femte plats med 7,85 miljoner nedladdningar.

## Handling
Året är 1891 och världens nationer drabbas av ett flertal bombdåd, som hotar att skapa obalans mellan världens stormakter. Ingen ser på förhand om sambanden mellan dessa händelser, förutom mästerdetektiven Sherlock Holmes (Robert Downey, Jr.). I hans utredning, som leder dem till Frankrike, Tyskland och Schweiz, upptäcker Holmes och hans nära vän doktor Watson (Jude Law) att detta är en ond komplott skapad av professor Moriarty (Jared Harris), vars planer är att destabilisera hela västvärlden. Men Holmes får sedan veta att professor Moriarty är på väg att begå ett brott som kommer att drabba hela världen, och att lösa detta brott kommer mycket väl att kunna kosta honom livet.

## Rollista
| Robert Downey, Jr.    | – Sherlock Holmes          |
| Jude Law              | – Dr. John Watson          |
| Noomi Rapace          | – Madame Simza Heron       |
| Jared Harris          | – Professor James Moriarty |
| Stephen Fry           | – Mycroft Holmes           |
| Kelly Reilly          | – Mary Morstan-Watson      |
| Rachel McAdams        | – Irene Adler              |
| Eddie Marsan          | – Kommissarie Lestrade     |
| Geraldine James       | – Mrs Hudson               |
| Paul Anderson         | – Sebastian Moran          |
| Thierry Neuvic        | – Claude Ravache           |
| Gabrielle Scharnitzky | – Frau von Hoffmannstahl   |
| Affif Ben Badra       | – Tamas                    |